# Roberta Alloisio
Roberta Alloisio (Alessandria, 12 febbraio 1964 – Genova, 3 marzo 2017) è stata un'attrice teatrale e cantautrice italiana, piemontese d'origine ma genovese d'adozione, figlia di Sergio Alloisio e sorella di Gian Piero Alloisio (cantautore e drammaturgo).

## Biografia
Trasferitasi a Genova con la famiglia nel quartiere di Oregina, debutta giovanissima fra i componenti dell'Assemblea Musicale Teatrale, gruppo fondato dal fratello Gian Piero Alloisio, partecipando con loro nel 1977 all'edizione del Premio Tenco di quell'anno.
Nel 1981 è diretta in teatro da Giorgio Gaber ne Gli ultimi viaggi di Gulliver di Gian Piero Alloisio - Giorgio Gaber - Francesco Guccini - Sandro Luporini e in seguito è in scena in numerosi spettacoli teatrali fino alla collaborazione stabile con la cooperativa del Teatro della Tosse di Genova e la Stagione Ragazzi del Teatro dell’Opera di Genova. Sempre in ambito teatrale, collabora inoltre, in modo continuativo, con la Compagnia del Festival Suq e nel 2006 con Carla Peirolero, attrice e regista, presentano al Mittelfest di Moni Ovadia Esistenza soffio che ha fame con don Andrea Gallo. La collaborazione con don Andrea Gallo s'interromperà solo con la morte del presbitero, nel 2013.
Nel 2008 è in scena con Massimo Venturiello in Io Federico prodotto da Schegge di Mediterraneo e partecipa a Storia della meraviglia cofanetto cd edito da Feltrinelli e tratto dallo spettacolo di e con Gian Piero Alloisio e Maurizio Maggiani.
Nel 2010 è in scena al Teatro della Tosse con Adolfo Margiotta con lo spettacolo dedicato a Piero Ciampi Tutte le carte in regola per essere Piero, scritto e diretto da Gian Piero Alloisio. Sempre nel 2010 recita al Teatro Stabile di Genova in Mama Africa omaggio a Miriam Makeba ed è in scena ne Il Trombettiere con David Riondino, Mario Arcari e Gabriele Mirabassi
In ambito musicale, ancora giovanissima, affianca in qualità di vocalist molti importanti artisti italiani, compiendo, in questa veste, numerose tournée in Italia, Europa, Stati Uniti, Canada, Unione Sovietica ed esibendosi in molte trasmissioni televisive, tra le quali Domenica In,  Festivalbar, Azzurro, Raffaella Carrà Show, Saint Vincent, Sanremo International.
Nel 2000 partecipa con il fratello Gian Piero al concerto-evento Faber, amico fragile in onore e in memoria di Fabrizio De André, interpretando l'inedito King (canzone di Gian Piero Alloisio) e all'omonimo successivo progetto discografico, premiato con il disco di platino (BMG 2003).
Nel 2007 esce il suo primo cd da solista, Lengua Serpentina, (Compagnia Nuove Indye) in collaborazione con l'Orchestra Bailam che viene recensito come "uno tra i 10 dischi più belli del 2007", (fonte  Cartadamusica.), e che le offre l'opportunità di essere conosciuta anche oltre i confini nazionali e di esibirsi live su importanti palchi, sia in Italia che fuori.
Nel 2011 e sempre per l'etichetta CNI, esce un nuovo lavoro discografico Janua, (antico nome di Genova che significa porta), per il quale viene premiata con la Targa Tenco, (miglior interprete) e il Premio Città di Loano 2012. Per promuovere la prima opera in dialetto genovese sulla ribalta nazionale, Roberta si avvarrà di grandissimi musicisti genovesi che hanno anche collaborato al suo album Janua. Il suo strepitoso ensemble: Fabio Vernizzi al pianoforte, Mario Arcari ai fiati, Riccardo Barbera al basso, Marco Fadda alle percussioni. Nelle date soliste o in duo, verrà affiancata anche dall'ex-Matia Bazar Mauro Sabbione. Contemporaneamente comincia il lungo tour Recanto che la vede accompagnata sui palchi dal chitarrista Armando Corsi.
Nel 2013 viene invitata a partecipare al progetto Uommene (Uomini), di Gino Magurno e Pietra Montecorvino, in concomitanza con la Giornata internazionale per l'eliminazione della violenza contro le donne, indetta il 25 novembre dall'ONU. Al progetto aderiscono la redazione di Blob, che ne realizzerà un cortometraggio, Amnesty International, la Casa Internazionale delle Donne di Roma e Legambiente. Il progetto prevede che il medesimo brano venga interpretato da diverse artiste, ciascuna nel proprio dialetto originario. La versione in genovese, interpretata da Roberta Alloisio, s'intitola Ommi.
Il 4 ottobre 2014 viene presentato Xena Tango, disco realizzato in collaborazione con Luis Bacalov e Walter Rios, considerato l'erede di Astor Piazzolla, e che si avvale, tra gli altri, di autori come Carlo Marrale, Umberto Bindi, Ivano Fossati, Vittorio De Scalzi, Gian Piero Alloisio. Accompagnato da un libro curato da Giampiero Vigorito.
Per l'album Xena Tango, Roberta Alloisio viene indicata tra le candidate, nella sezione Interpreti, alla Targa Tenco 2015.
Il 7 gennaio 2017 presenta assieme a Armando Corsi, anch'esso vincitore della Targa Tenco l'album Luigi, dedicato a Luigi Tenco a cinquant'anni dal suo suicidio.
Nel marzo 2016 contribuisce al progetto Animantiga: voci tra Corsica e Liguria dove collaborano musicisti liguri e còrsi come Stéphane Casalta e Patrizia Gattaceca.
È morta il 3 marzo 2017 all'età di 53 anni, colpita da un arresto cardiaco nella sua abitazione nel centro storico di Genova.

## Riconoscimenti
- 2007 Rassegna Nazionale Città di Loano per la musica tradizionale italiana. (Album: Lengua Serpentina)
- 2009 Premio "Teresa Viarengo", riservato ad artiste italiane impegnate nell'interpretazione di musica tradizionale ed etnica
- 2011 Targa Tenco come miglior interprete, (Album: Janua).
- 2012 Premio nazionale Città di Loano, come miglior disco, (Album: Janua)

## Discografia
- 2007 - Lengua Serpentina (Compagnia Nuove Indye) - con l'Orchestra Bailam
- 2011 - Janua (Compagnia Nuove Indye)
- 2014 - Xena Tango (Compagnia Nuove Indye) - con Luis Bacalov e Walter Rios
- 2018 - Luigi (OrangeHomeRecords) - con Armando Corsi

### Collaborazioni
- 1987 - Tonino Bettanini - Facile (7")
- 2002 - Assemblea Musicale Teatrale - La rivoluzione c'è già stata
- 2003 - AA.VV. - King (album Faber, amico fragile) con Gian Piero Alloisio
- 2012 - Marco Beasley & Guido Morini Accordone - Napul è... (album Storie di Napoli)
- 2013 - AA.VV. - Ommi - (EP Uommene)